# هيكتور مارتينيز مالدونادو
هيكتور مارتينيز مالدونادو (بالإنجليزية: Héctor Martínez Maldonado)‏ هو محامي وسياسي أمريكي، ولد في 1 سبتمبر 1968 في الولايات المتحدة.